# Sollstedt (Turyngia)
Sollstedt – miejscowość i gmina w Niemczech, w kraju związkowym Turyngia, w powiecie Nordhausen.

## Współpraca
Miejscowość partnerska:
- Heidenrod, Hesja